# TK Sparta Prague Open 2020
TK Sparta Prague Open 2020 byl tenisový turnaj pořádaný jako součást ženského okruhu WTA 125K, který se odehrával na otevřených antukových dvorcích pořadatelského areálu TK Sparta Praha, s částí zápasů dislokovaných na Štvanici. Probíhal mezi 29. srpnem až 6. zářím 2020 v české metropoli Praze.
Pražský turnaj ženského okruhu ITF byl zrušen po přerušení sezóny v březnu 2020 kvůli pandemii koronaviru. V srpnu téhož roku získal areál TK Sparta Praha ve Stromovce pořadatelství dodatečně zařazené události v sérii WTA 125K, jakožto náhradního turnaje za zrušenou kvalifikaci newyorského grandslamu US Open. Původně ji mělo vedle Prahy nahradit i malé korutanské město Pörtschach am Wörthersee. Rakouský podnik byl však sloučen s pražským turnajem. Navýšen tak byl počet hráček na 128 singlistek a 32 deblových párů. Americký tenisový svaz uhradil do té doby v Česku i v sérii WTA 125K rekordní turnajový rozpočet ve výši 3,125 milionu dolarů (cca 68,75 milionu korun).
Nejvýše nasazenou hráčkou ve dvouhře se stala 136. hráčka žebříčku WTA Monica Niculescuová z Rumunska. Jako poslední přímá účastnice do dvouhry zasáhla 349. tenistka klasifikace Katie Volynetsová ze Spojených států.
První titul na okruhu WTA 125K vybojovala 30letá Slovenka Kristína Kučová z druhé světové stovky. Deblovou soutěž ovládla bělorusko-rumunská dvojice Lidzija Marozavová a Andreea Mituová, jejíž členky získaly rovněž první trofej v sérii WTA 125K.

## Distribuce bodů a finančních odměn

### Distribuce bodů
| Soutěž  | vítězky | finalistky | semifinalistky | čtvrtfinalistky | 16 v kole | 32 v kole | 64 v kole | 128 v kole |
| ------- | ------- | ---------- | -------------- | --------------- | --------- | --------- | --------- | ---------- |
| dvouhra | 160     | 95         | 75             | 57              | 40        | 30        | 20        | 2          |
| čtyřhra | 160     | 95         | 75             | 57              | 40        | 2         | —         | —          |

### Finanční odměny
| dvouhra                               | 48 000 $ | 43 000 $ | 40 000 $ | 36 000 $ | 34 000 $ | 32 000 $ | 18 000 $ | 11 000 $ |
| čtyřhra                               | 37 000 $ | 35 000 $ | 33 000 $ | 32 000 $ | 26 000 $ | 17 000 $ | —        | —        |
| částky ve čtyřhře jsou uváděny na pár |          |          |          |          |          |          |          |          |

## Ženská dvouhra

### Nasazení
| Stát                          | Hráčka                       | WTA  | Nasazení |
| ----------------------------- | ---------------------------- | ---- | -------- |
| Rumunsko                      | Monica Niculescuová          | 136. | 1.       |
| Itálie                        | Elisabetta Cocciarettová     | 144. | 2.       |
| Spojené království            | Harriet Dartová              | 147. | 3.       |
| Švýcarsko                     | Leonie Küngová               | 148. | 4.       |
| Španělsko                     | Lara Arruabarrenová          | 150. | 5.       |
| Itálie                        | Sara Erraniová               | 151. | 6.       |
| Itálie                        | Martina Trevisanová          | 153. | 7.       |
| Itálie                        | Giulia Gatto-Monticoneová    | 156. | 8.       |
| Polsko                        | Magdalena Fręchová           | 158. | 9.       |
| Rumunsko                      | Irina Baraová                | 161. | 10.      |
| Rumunsko                      | Jaqueline Cristianová        | 164. | 11.      |
| Argentina                     | Nadia Podoroská              | 165. | 12.      |
| Indie                         | Ankita Rainová               | 166. | 13.      |
| Slovensko                     | Jana Čepelová                | 167. | 14.      |
| Nizozemsko                    | Lesley Pattinama Kerkhoveová | 168. | 15.      |
| Rumunsko                      | Elena-Gabriela Ruseová       | 169. | 16.      |
| Egypt                         | Majar Šarífová               | 170. | 17.      |
| Slovensko                     | Kristína Kučová              | 173. | 18.      |
| Srbsko                        | Olga Danilovićová            | 174. | 19.      |
| Francie                       | Chloé Paquetová              | 175. | 20.      |
| Španělsko                     | Cristina Bucșová             | 177. | 21.      |
| USA                           | Varvara Lepčenková           | 179. | 22.      |
| Spojené království            | Samantha Murray Sharanová    | 180. | 23.      |
| Slovensko                     | Anna Karolína Schmiedlová    | 181. | 24.      |
| Nizozemsko                    | Indy de Vroomeová            | 183. | 25.      |
| Gruzie                        | Mariam Bolkvadzeová          | 184. | 26.      |
| Turecko                       | Çağla Büyükakçay             | 185. | 27.      |
| Bulharsko                     | Isabella Šinikovová          | 187. | 28.      |
| Nizozemsko                    | Bibiane Schoofsová           | 188. | 29.      |
| Mexiko                        | Renata Zarazúová             | 189. | 30.      |
| Itálie                        | Martina Di Giuseppeová       | 191. | 31.      |
| Slovensko                     | Rebecca Šramková             | 193. | 32.      |
| Žebříček WTA k 17. srpnu 2020 |                              |      |          |

### Jiné formy účasti
Následující hráčky nastoupily do hlavní soutěže pod žebříčkovou ochranou: 
- Başak Eraydınová
- Miriam Kolodziejová
- Sabine Lisická
- Darja Lopatecká

Následující hráčka nastoupila do hlavní soutěže jako náhradnice:
- Ivana Popovicová

### Odstoupení
před zahájením turnaje
- Naiktha Bainsová → nahradila ji  Eugenie Bouchardová
- Verónica Cepedeová Roygová → nahradila ji  Lina Gjorcheská
- Alexa Glatchová → nahradila ji  Mirjam Björklundová
- Anhelina Kalininová → nahradila ji  Panna Udvardyová
- Marta Kosťuková → nahradila ji  Amanda Carrerasová
- Claire Liuová → nahradila ji  Andrea Lázaro Garcíová
- Jesika Malečková → nahradila ji  Ivana Popovicová
- Mandy Minellaová → nahradila ji  Irene Burillo Escorihuelová
- Ellen Perezová → nahradila ji  Ana Sofía Sánchezová
- Kamilla Rachimovová → nahradila ji  Rija Bhatiová
- Arina Rodionovová → nahradila ji  Maryna Zanevská
- Storm Sandersová → nahradila ji  Francesca Jonesová
- Yanina Wickmayerová → nahradila ji  Katie Volynetsová

## Ženská čtyřhra

### Nasazení
| Stát                                                                      | Hráčka                   | Stát       | Hráčka                  | WTA  | Nasazení |
| ------------------------------------------------------------------------- | ------------------------ | ---------- | ----------------------- | ---- | -------- |
| Rumunsko                                                                  | Monica Niculescuová      | Česko      | Renata Voráčová         | 110. | 1.       |
| Španělsko                                                                 | Lara Arruabarrenová      | Slovinsko  | Katarina Srebotniková   | 158. | 2.       |
| Španělsko                                                                 | Georgina García Pérezová | Maďarsko   | Fanny Stollárová        | 167. | 3.       |
| Nizozemsko                                                                | Bibiane Schoofsová       | Nizozemsko | Rosalie van der Hoeková | 202. | 4.       |
| Slovinsko                                                                 | Dalila Jakupovićová      | Rusko      | Valeria Savinychová     | 217. | 5.       |
| Kazachstán                                                                | Anna Danilinová          | Rusko      | Jana Sizikovová         | 218. | 6.       |
| Bělorusko                                                                 | Lidzija Marozavová       | Rumunsko   | Andreea Mituová         | 235. | 7.       |
| Rumunsko                                                                  | Laura Ioana Paarová      | Německo    | Julia Wachaczyková      | 239. | 8.       |
| Žebříček WTA k 17. srpnu 2020; číslo je součtem umístění obou členek páru |                          |            |                         |      |          |

## Přehled finále

### Ženská dvouhra
- Kristína Kučová vs.  Elisabetta Cocciarettová, 6–4, 6–3

### Ženská čtyřhra
- Lidzija Marozavová /  Andreea Mituová vs.  Giulia Gatto-Monticoneová /  Nadia Podoroská, 6–4, 6–4